# Vernon Cooper
Pour les articles homonymes, voir Cooper.
Pas d'image ? Cliquez ici

a Compétitions nationales et continentales officielles uniquement.

b Matchs officiels uniquement.
Dernière mise à jour le 18 octobre 2018.
Vernon Llewellyn Cooper, né le 12 juin 1977 à Swansea (Pays de Galles),  est un joueur de rugby à XV. Il compte 3 sélections avec l'équipe du Pays de Galles, évoluant au poste de deuxième ligne.

## Carrière

### En club
Il dispute l'ensemble de sa carrière à Llanelli, d'abord avec le Llanelli RFC, puis avec les Llanelli Scarlets lors de la création de la franchise en 2003. Il est,  avec 387 matchs disputés, le joueur le plus capé de la franchise des Llanelli Scarlets.
Il a disputé 70 rencontres en Coupe d'Europe.
- 1997-2003 : Llanelli RFC
- 2003-2011 : Llanelli Scarlets

### En équipe nationale
Il a disputé son premier test match le 16 novembre 2002 contre l'équipe du Canada.
Vernon Cooper a participé à deux matchs de préparation à la Coupe du monde de rugby 2003. 

## Palmarès
- En équipe nationale : 3 sélections 
  - Sélections par année : 1 en 2002, 2 en 2003
  - Tournois des cinq/six nations disputés : néant